# Dmitrij Ziuzin
Dmitrij Wasiljewicz Ziuzin (ros. Дмитрий Васильевич Зюзин, ur. 1 listopada 1921 w Majkopie, zm. 12 lipca 1976 w Żukowskim) – radziecki lotnik wojskowy, pułkownik lotnictwa, Bohater Związku Radzieckiego (1944).

## Życiorys
W 1938 ukończył aeroklub w Majkopie, od listopada 1938 służył w Armii Czerwonej, w listopadzie 1940 ukończył wojskowo-morską szkołę lotniczą w Jejsku. Od stycznia 1941 służył jako pilot pułku lotnictwa myśliwskiego w lotnictwie morskim (Siłach Powietrznych Floty Czarnomorskiej), od czerwca 1941 uczestniczył w wojnie z Niemcami jako lotnik 8 pułku lotnictwa myśliwskiego Sił Powietrznych Marynarki Wojennej, od stycznia 1942 do listopada 1944 jako lotnik, dowódca klucza i zastępca dowódcy eskadry 32 (od maja 1943: 11 gwardyjskiego) pułku lotnictwa myśliwskiego Sił Powietrznych Marynarki Wojennej, walczył w składzie Sił Powietrznych Floty Czarnomorskiej. Brał udział w obronie Krymu, Sewastopola i Kaukazu, wyzwalaniu Kubania i Krymu i operacji jassko-kiszyniowskiej. 17 października 1944 został zestrzelony i ranny. Wykonał 496 lotów bojowych i stoczył 56 walk powietrznych, w których strącił osobiście 11 i w grupie 8 samolotów wroga. W lipcu 1945 ukończył wyższe kursy oficerskie w Mozdoku, do czerwca 1948 był zastępcą dowódcy eskadry pułku lotnictwa myśliwskiego Sił Powietrznych Floty Oceanu Spokojnego, w 1950 ukończył szkołę pilotów doświadczalnych i został pilotem doświadczalnym Lotniczego Instytutu Badawczego, testując silniki myśliwców. W 1954 został pilotem doświadczalnym Specjalnego Biura Konstruktorskiego (OKB) A. Tupolewa, w 1957 otrzymał stopień pułkownika, w sierpniu 1957 został zwolniony do rezerwy. 
Pracował jako inżynier w OKB A. Tupolewa. Jego imieniem nazwano ulicę w Majkopie.

## Odznaczenia
- Złota Gwiazda Bohatera Związku Radzieckiego (16 maja 1944)
- Order Lenina (16 maja 1944)
- Order Czerwonego Sztandaru (trzykrotnie, 13 sierpnia 1942, 6 listopada 1943 i 12 lipca 1957)
- Order Wojny Ojczyźnianej I klasy (29 listopada 1942)
- Order Czerwonej Gwiazdy (5 listopada 1954)
- Medal „Za zasługi bojowe” (20 czerwca 1949)

I inne.